# پرنده سیاه
«پرنده سیاه» (انگلیسی: The Black Bird) فیلمی در ژانر هجو است که در سال ۱۹۷۵ منتشر شد. از بازیگران آن می‌توان به جورج سگال و استفان اودران اشاره کرد.